# Ojo de Agua, Vicente Guerrero
Ojo de Agua är en ort i Mexiko.   Den ligger i kommunen Vicente Guerrero och delstaten Puebla, i den sydöstra delen av landet, 240 km sydost om huvudstaden Mexico City. Ojo de Agua ligger 2 310 meter över havet och antalet invånare är 460.
Terrängen runt Ojo de Agua är huvudsakligen kuperad, men åt sydväst är den bergig. Terrängen runt Ojo de Agua sluttar västerut. Runt Ojo de Agua är det ganska tätbefolkat, med 134 invånare per kvadratkilometer. Närmaste större samhälle är Ajalpan, 19,9 km väster om Ojo de Agua. Omgivningarna runt Ojo de Agua är en mosaik av jordbruksmark och naturlig växtlighet.